# Magrin
Magrin ist eine französische Gemeinde mit 135 Einwohnern (Stand 1. Januar 2022) im Département Tarn in der Region Okzitanien. Sie gehört zum Kanton Plaine de l’Agoût (bis 2015 Kanton Saint-Paul-Cap-de-Joux) und zum Arrondissement Castres. 
Sie grenzt im Nordwesten an Pratviel, im Norden an Teyssode, im Osten an Bertre, im Süden an Lacroisille und im Westen an Algans.

## Bevölkerungsentwicklung
| Jahr      | 1962 | 1968 | 1975 | 1982 | 1990 | 1999 | 2008 | 2015 |
| --------- | ---- | ---- | ---- | ---- | ---- | ---- | ---- | ---- |
| Einwohner | 173  | 147  | 109  | 110  | 106  | 113  | 131  | 133  |